# Episodi di Anastasia Love Dance
La prima e unica stagione della serie televisiva Anastasia Love Dance è stata trasmessa in prima visione in Italia da DeA Kids dal 6 dicembre 2013 all'11 gennaio 2014.
| nº | Titolo                   | Prima TV Italia  |
| -- | ------------------------ | ---------------- |
| 1  | Le stelle ci amano       | 6 dicembre 2013  |
| 2  | Il centro perfetto       | 7 dicembre 2013  |
| 3  | Flash Mob                | 12 dicembre 2013 |
| 4  | La bicicletta            | 13 dicembre 2013 |
| 5  | Viva gli sposi           | 20 dicembre 2013 |
| 6  | Friends online           | 21 dicembre 2013 |
| 7  | L'imbarazzo della scelta | 27 dicembre 2013 |
| 8  | Facili rimedi            | 28 dicembre 2013 |
| 9  | La gara                  | 3 gennaio 2014   |
| 10 | Concorrenza sleale       | 4 gennaio 2014   |
| 11 | Ah, l'amore!             | 10 gennaio 2014  |
| 12 | Cosplayer                | 11 gennaio 2014  |